# Tales of the World: Narikiri Dungeon 3
Tales of the World: Narikiri Dungeon 3 (テイルズオブザワールド なりきりダンジョン3, Teiruzu obu za Waarudo Narikiri Danjon 3) est un spin-off (comprenez: jeu issu d'une série parallèle à la série principale) de la série de jeux vidéo de rôle Tales of, éditée par Namco. Ce jeu n'est parut qu'au Japon sur Game Boy Advance le 6 janvier 2005. Il s'agit d'une suite à son prédécesseur sorti en 2002, Tales of the World: Narikiri Dungeon 2.

## Liste des personnages
Tales of the World
- Julio Sven (Frio Sven)
- Kyaro Olange
- Thanatos
- Clyte
- Ponnie
- Masked Boy
- Masked Girl
- Jababa

Tales of Phantasia
- Cress Albane|Cless Alvein (Cress Albane)
- Chester Burklight|Chester Barklight (Chester Burklight)
- Mint Adenade|Mint Adnade (Mint Adenade)
- Claus F. Lester|Klarth F. Lester (Claus F. Lester)
- Arche Klein|Arche Klaine (Arche Klein)
- Suzu Fujibayashi
- Ami
- Dhaos

Tales of Destiny
- Stahn Aileron|Stan Aileron (Stahn Aileron)
- Rutee Katrea|Rutee Kartret (Rutee Katrea)
- Mary Argent|Mary Agent (Mary Argent)
- Leon Magnus|Lion Magnus (Leon Magnus)
- Philia Felice|Philia Philis (Philia Felice)
- Garr Kelvin|Woodrow Kelvin (Garr Kelvin)
- Chelsea Torn|Chelsea Tone (Chelsea Torn)
- Bruiser Khang|Mighty Kongman (Bruiser Khang)
- Karyl Sheeden|Johnny Shiden (Karyl Sheeden)
- Lilith Aileron

Tales of Eternia
- Reid Hershel|Rid Hershel (Reid Hershel)
- Farah Oersted
- Keele Zeibel|Keel Zeibel (Keele Zeibel)
- Meredy
- Rassius Luine|Race (Ras)
- Chat
- Fog (Max)
- Shizel
- Celsius

Tales of Destiny 2
- Kyle Dunamis
- Loni Dunamis
- Judas
- Reala
- Nanaly Fletch
- Harold Berselius
- Barbatos Goetia
- Elraine

Tales of Symphonia
- Lloyd Irving
- Genius Sage (Genis Sage)
- Collet Brunel (Colette Brunel)
- Refill Sage (Raine Sage)
- Kratos Aurion
- Shihna Fujibayashi (Sheena Fujibayashi)
- Zelos Wilder
- Presea Combatir
- Regal Bryant
- Mithos Yggdrasill